# Gia Scala
Gia Scala, pseudonimo di Giovanna Scoglio o Josephine Grace Johanna Scoglio (Liverpool, 3 marzo 1934 – Hollywood, 30 aprile 1972), è stata un'attrice britannica naturalizzata statunitense, di origini italo-irlandesi.
Dotata di un fisico da pin up, fu attiva nel cinema ed in televisione, particolarmente negli anni cinquanta e sessanta, e recitò accanto a celebri attori fra cui Glenn Ford ne Alla larga dal mare (1957) di Charles Walters, e David Niven e Gregory Peck ne I cannoni di Navarone (1961), per la regia di J. Lee Thompson.

## Biografia

### Origini, infanzia e primi passi
Figlia di Pietro Scoglio, un aristocratico siciliano, e dell'irlandese Eileen Sullivan, trascorse l'infanzia a Roma, per trasferirsi quattordicenne negli USA. Compì gli studi a New York, diplomandosi alla Bayside High School del Queens.
Indecisa su quale carriera intraprendere, prima di avvicinarsi al mondo dello spettacolo svolse diversi lavori, fra cui quello di impiegata in compagnie assicurative o di aerolinee.

### Carriera
Dopo aver frequentato corsi serali di recitazione con Stella Adler e frequentato l'Actors Studio, iniziò la carriera artistica debuttando in trasmissioni radiofoniche e telequiz.
Nel 1954 fu notata da un agente cinematografico che la propose per il ruolo di Maria Maddalena in un film che avrebbe dovuto essere girato con il titolo The Gallileans. Non ebbe la parte ma fu scritturata con un doppio contratto per la Universal e la Columbia Pictures a Hollywood. Adottando lo pseudonimo di "Gia Scala", pur senza essere accreditata in locandina, esordì nel cinema nel 1955 in Secondo amore, un melodramma con Jane Wyman e Rock Hudson.
La vita e la carriera artistica dell'attrice furono condizionate da una serie di problemi di salute che la portarono, nel 1958, a un primo tentativo di suicidio. Malgrado le difficoltà esistenziali partecipò ad alcune pellicole di rilievo come Contrabbando sul Mediterraneo (1957) e La giungla della settima strada (1957). Dell'anno successivo è invece Il tunnel dell'amore (1958), commedia diretta da Gene Kelly, e interpretata anche da Richard Widmark e Doris Day.

### Il successo internazionale e il declino
Dopo aver partecipato al film Le colline dell'odio (1959) di Robert Aldrich, accanto a Robert Mitchum, l'attrice diede la sua migliore interpretazione nel kolossal bellico I cannoni di Navarone (1961), nel ruolo della misteriosa partigiana della resistenza greca, accanto a Gregory Peck, David Niven e Anthony Quinn.
Nonostante l'exploit, la carriera dell'attrice si avviò al declino, anche in conseguenza dei problemi di dipendenza dall'alcool che le fecero perdere diverse prestigiose scritture da parte delle major cinematografiche. Anche il suo matrimonio con il finanziere borsistico Donald Burnett andò in crisi e si concluse con il divorzio.
La sua carriera proseguì sul piccolo schermo, in diversi programmi televisivi statunitensi degli anni sessanta, fra cui il celebre Alfred Hitchcock presenta (1960-1961), Convoy, Gli inafferrabili, Viaggio in fondo al mare, Twelve O'Clock High (1965), Tarzan (1967) e Operazione ladro (1969). Interpretò inoltre se stessa nella puntata dello special televisivo Here's Hollywood, in onda il 10 maggio 1961.

### Gli ultimi anni
In virtù della sua cittadinanza britannica, si trasferì a lavorare in Inghilterra, suo paese natio, ma i problemi psicologici, aggravati dall'abuso di alcool, anziché trovare miglioramento finirono per acuirsi, tanto da condurla a un nuovo tentativo di suicidio, dopo il quale fece ritorno a Hollywood.
La notte del 30 aprile 1972 la trentottenne attrice fu trovata priva di vita da alcuni amici nella sua casa nella zona collinare di Hollywood Hills. Secondo quanto accertato, il decesso fu attribuito a un'overdose di sostanze stupefacenti mescolate ad alcool.
È sepolta all'Holy Cross Cemetery di Culver City, in California.

## Filmografia

### Cinema
- Secondo amore (All That Heaven Allows), regia di Douglas Sirk (1955) - non accreditata
- Come prima... meglio di prima (Never Say Goodbye), regia di Jerry Hopper (1956) - non accreditata
- Il prezzo della paura (The Price of Fear), regia di Abner Biberman (1956)
- Quattro ragazze in gamba (Four Girls in Town), regia di Jack Sher (1957)
- I falsari di Cuba (The Big Boodle), regia di Richard Wilson (1957)
- La giungla della settima strada (The Garment Jungle), regia di Vincent Sherman (1957)
- Contrabbando sul Mediterraneo (Tip on a Dead Jockey), regia di Richard Thorpe (1957)
- Alla larga dal mare (Don't Go Near the Water), regia di Charles Walters (1957)
- Il sentiero della rapina (Ride a Crooked Trail), regia di Jesse Hibbs (1958)
- I due volti del generale ombra (The Two-Headed Spy), regia di André De Toth (1958)
- Il tunnel dell'amore (The Tunnel of Love), regia di Gene Kelly (1958)
- Le colline dell'odio (The Angry Hills), regia di Robert Aldrich (1959)
- La battaglia del Mar dei Coralli (Battle of the Coral Sea), regia di Paul Wendkos (1959)
- Alla conquista dell'infinito (Wernher von Braun), regia di J. Lee Thompson (1960)
- I cannoni di Navarone (The Guns of Navarone), regia di J. Lee Thompson (1961)
- Il trionfo di Robin Hood, regia di Umberto Lenzi (1962)
- Operación Dalila, regia di Luis de los Arcos (1967)

### Televisione
- Goodyear Theatre – serie TV, episodio 2x09 (1959)
- Hong Kong – serie TV, episodio 1x26 (1961)
- Alfred Hitchcock presenta (Alfred Hitchcock Presents), serie TV, episodi 5x26-6x27 (1960-1961)
- Gli inafferrabili (The Rogues) – serie TV, episodi 1x09-1x23 (1964-1965)
- L'ora di Hitchcock (The Alfred Hitchcock Hour) – serie TV, episodio 2x27 (1964)
- Convoy – serie TV, episodio 1x01 (1965)
- Viaggio in fondo al mare (Voyage to the Bottom of the Sea) – serie TV, episodio 2x01 (1965)
- I giorni di Bryan (Run for Your Life) – serie TV, episodio 1x04 (1965)
- Codice Gerico (Jericho) – serie TV, episodio 1x03 (1966)
- Tarzan – serie TV, episodio 1x21 (1967)
- Reporter alla ribalta (The Name of the Game) – serie TV, episodio 1x17 (1969)
- Operazione ladro (It Takes a Thief) – serie TV, episodio 2x14 (1969)

## Doppiatrici italiane
- Dhia Cristiani in Alla larga dal mare, Contrabbando sul Mediterraneo, Le colline dell'odio
- Rosetta Calavetta in I due volti del generale ombra, La battaglia del Mar dei Coralli, I cannoni di Navarone
- Ria Saba in Come prima, meglio di prima
- Rita Savagnone in La giungla della settima strada
- Maria Pia Di Meo in Il sentiero della rapina
- Gabriella Genta in Il tunnel dell'amore
- Fiorella Betti in Alla conquista dell'infinito
- Melina Martello in Il trionfo di Robin Hood